# Bonne nouvelle (album Natasha St-Pier)
Bonne nouvelle è il settimo album in studio della cantante canadese Natasha St-Pier, pubblicato nel 2012.

## Tracce
1. Bonne nouvelle – 3:17
2. Ma meilleure idée – 3:44
3. Par cœur – 3:07
4. Même pas peur – 3:37
5. La Princesse – 2:55
6. J'aime ça – 3:23
7. Elle veut bien croire – 4:22
8. Une petite fille – 3:35
9. Vous les hommes – 4:40
10. Pour ne jamais t'oublier – 3:16
11. Juste comme ca (con Mickaël Miro) – 3:08
12. Dans le Mercure – 3:33

Bonus track (Canada)
1. La route (con Jonathan Roy)